# No Guts. No Glory.
No Guts. No Glory. er det andet album fra det australske hård rock-band Airbourne. Arbejdet med albummet, der blev udgivet 8. marts 2010, startede allerede i begyndelsen af 2009.
Albummet findes udover den normale version også i en specialudgave med bonusnumre og i en såkaldt "Overdrive edition". Sidstnævnte indeholder specialudgaven, en DVD fra "Wacken Open Air" 2008, en t-shirt og signeret booklet.

## Spor
Alle numre er skrevet af Joel og Ryan O'Keffee.
1. "Born To Kill" – 3:39
2. "No Way But The Hard Way" – 3:34
3. "Blonde, Bad And Beautiful" – 3:49
4. "Raise The Flag" – 3:32
5. "Bottom Of The Well" – 4:29
6. "White Line Fever" – 3:10
7. "It Ain't Over Till It's Over" – 3:17
8. "Steel Town" – 3:08
9. "Chewin' The Fat" – 3:11
10. "Get Busy Livin'" – 3:36
11. "Armed And Dangerous" – 4:12
12. "Overdrive" – 3:22
13. "Back On The Bottle" – 3:50

### Bonusnumre på specialudgaven
1. "Loaded Gun" – 2:51
2. "My Dynamite Will Blow You Sky High (And Get Ya Moanin' After Midnight)" – 3:24
3. "Rattle Your Bones" – 2:36
4. "Kickin' It Old School" – 2:37
5. "Devil's Child" – 2:12